# Spy Fox
Spy Fox (с англ. — «Агент Лис») — серия компьютерных игр в жанре квест, выпущенная компанией Humongous Entertainment о приключениях отважного «лиса-шпиона» (в русской версии – Джеймс Лис).

## Серия игр
- Spy Fox in: Dry Cereal (Агент Лис: Операция «Сухое Молоко») — 1-я игра серии Spy Fox, выпущенная в 1997 году. Уильям Козловский (William the Kid) задумал хитроумный план, связанный с ликвидацией коровьего молока и сопутствующих товаров, заменив на молоко и молочные продукты козьего происхождения. Об этом сообщают агенту Лису, и тот по заданию своей помощницы Павианна (Monkey Penny) отправляется на один из островов где-то в Средиземном море. Как выясняется, Уильям Козловский задумал не только ликвидацию продуктов из коровьего молока, но и самих коров, которых он загнал на секретной базе, где разрабатывается ракета в виде пакета для молока, чтобы затопить весь мир молоком. Уильям Козловский обвинит во всём коров, поэтому герою необходимо предотвратить это, чтобы остановить продажу отвратительного, на его взгляд, козьего молока.
- Spy Fox in: Some Assembly Required (Агент Лис: Операция «Робопес») — сиквел Spy Fox in Dry Cereal, выпущенный в 1999 году. Злобный Наполеон ЛеРош (Napoleon LeRoach) задумал завоевать мир с помощью киборга «РОБОПЁС», который находится на выставке. Чтобы киборг заработал, необходимо, чтобы на выставке был 1 миллион человек. Но агент Лис не допустит этого. Вместе со своими помощниками он раз и навсегда накажет злодея, остановит киборга и спасёт мир.
- Spy Fox in: Operation Ozone (Агент Лис: Операция «Озон») — 3-я часть серии Spy Fox, выпущенная в 2001 году. Агент Лис возвращается. На этот раз ему предстоит спасти Землю от уничтожения озонового слоя, задуманного злобной Истерия Лаубер (Poodles Galore).
- Spy Fox in: Cheese Chase — 1-й аркадный спин-офф, выпущенный 31 марта 1998 г.
- Spy Fox in: Hold the Mustard — 2-й аркадный спин-офф, выпущенный 21 сентября 1999 г.